# Schweizer SGS 2-12
El Schweizer SGS 2-12 fue un planeador de entrenamiento biplaza de ala baja estadounidense, construido por Schweizer Aircraft de Elmira (Nueva York).
El 2-12 fue un desarrollo del planeador biplaza de entrenamiento Schweizer SGS 2-8, con un ala totalmente de madera. Fue diseñado especialmente para cubrir un requerimiento de las Fuerzas Aéreas del Ejército de los Estados Unidos, para entrenar pilotos de planeadores, necesarios en las misiones de asalto de la Segunda Guerra Mundial.

## Diseño y desarrollo
Cuando los Estados Unidos entraron en la Segunda Guerra Mundial en 1941, ninguna de sus ramas militares tenía un programa de planeadores. Los alemanes realizaron un ataque mediante planeadores a la fortaleza belga de Eben-Emael y su uso en la Batalla de Creta convenció a las fuerzas armadas estadounidenses de que necesitarían fuerzas propias transportadas en planeador.
Inicialmente, las USAAF contrataron a Schweizer para la construcción de los existentes SGS 2-8, que entraron en servicio como el TG-2 del Ejército y como el LNS-1 de la Armada y Cuerpo de Marines. El 2-8 era un buen planeador de entrenamiento, pero tenía alas de aluminio recubiertas de tela. El aluminio fue designado "material estratégico" y su uso debía ser evitado en aviones de entrenamiento para reservarlo para los aviones de combate. Por consiguiente, se le solicitó a Schweizer que diseñara un nuevo planeador que no usara aluminio.
Los trabajos comenzaron en el nuevo modelo SGS 2-12 en el invierno de 1941-42, ya que la producción del 2-8 se estaba poniendo en marcha.
El 2-12 tenía un ala de madera, reemplazando la de aluminio del 2-8. Como el ala había sido rediseñada, se incorporaron en el diseño otras mejoras solicitadas por las USAAF, que incluían la simplificación de la producción en masa.
La nueva ala era 2 pies (60 cm) mayor en envergadura, dándole un ligeramente mejor régimen de planeo que el 2-8. La mayor envergadura también ayudó a compensar el peso adicional del avión. El peso vacío típico era de cerca del doble de los 390 kg del 2-8.
El ala también era más gruesa en sección, con un larguero más grueso, que permitía la eliminación de los soportes que había usado el 2-8, mientras que permitía una mayor velocidad máxima. El ala también fue recolocada de una posición media a una baja, para mejorar la visibilidad del instructor desde la cabina trasera. La nueva ala también incorporaba frenos de picado equilibrados en las superficies superior e inferior, reemplazando los alerones de superficie superior del 2-8.
El 2-12 tenía un fuselaje de tubos de acero soldados recubiertos de tela de aviación. Las alas de madera también estaban recubiertas de tela de aviación.
El 2-12 recibió el certificado de tipo G-2-11 una vez que finalizó la guerra, el 27 de febrero de 1947. Todos los aviones fueron oficialmente certificados por la FAA como TG-3A, en vez de SGS 2-12.

## Historia operacional
Se construyeron un total de 113 TG-3A para las USAAF, incluyendo tres prototipos XTG-3. Un TG-3A fue construido por Air Glider como parte de una orden de 50 TG-3A, pero las prestaciones del contrato de la compañía no fueron aceptables para las USAAF y el resto de la orden fue cancelada.
Todos los TG-3A militares supervivientes fueron vendidos a escuelas de vuelo sin motor y a particulares al final de la guerra. Schweizer completó un SGS 2-12 civil para usarlo en la fábrica, al final de la línea de producción militar del TG-3A, llegando el total a 114 ejemplares.
El SGS 2-12 es un planeador grande y pesado. También es dificultoso y una pérdida de tiempo el desmontaje de las alas para meterlo en remolque o almacenarlo. Tras la guerra, cuando muchos prestaban servicio civil, estos factores provocaron que muchos se dejaran a la intemperie, en lugar de ser protegidos en remolques. Las alas de madera sufrieron daños en muchos de ellos como resultado  de su exposición a la climatología.

### Récords
El 2-12 era un robusto planeador capaz de realizar vuelos a alta cota y fue muy buscado tras la Segunda Guerra Mundial. Se usaron 2-12 para establecer varios récords.
El 4 de noviembre de 1945, Frank Hurtt y Paul A. Schweizer batieron el récord de permanencia para multiplazas en un TG-3A. El vuelo se realizó en Harris Hill en vuelo de ladera y duró 9 h 17 min, siendo el primer récord de posguerra establecido en los Estados Unidos.
En 1950, Harland Ross estableció un nuevo récord de altitud con un vuelo de 2-12 a 11 003 m (36 100 pies).
Betsy Woodward también estableció el récord femenino de altitud en un 2-12.

## Variantes
XTG-3
Se construyeron tres prototipos de TG-3 bajo la designación XTG-3.
TG-3A
La variante de las USAAF. Todos los aviones excedentes que fueron vendidos al final de la guerra eran TG-3A. 110 construidos.
SGS 2-12
Se completó un SGS 2-12 civil.

## Operadores
Estados Unidos
- Fuerzas Aéreas del Ejército de los Estados Unidos

## Aviones en exhibición
- Icelandic Aviation Museum, Akureyri, Islandia: TG-3A, SN 42-53120. El Akureyri Gliding Club compró este planeador en 1946. Voló por última vez en 1989, pero se conserva en estado de vuelo.[7][8]
- Museo Nacional de la Fuerza Aérea de Estados Unidos: TG-3A restaurado por la Spartan School of Aeronautics en Tulsa, Oklahoma, y donado al museo en diciembre de 1980.[6]
- National Soaring Museum: modelo TG-3A de 1943, N61279. Este avión se exhibe con su lado y ala izquierdos desprovistos de su tela.[3][9][10]
- Museo Occidental de Aviones y de Automóviles Antiguos.[11]
- US Southwest Soaring Museum.[12]

## Supervivientes
En marzo de 2011, todavía había 29 TG-3A registrados en los Estados Unidos.

## Especificaciones (TG-3)
Referencia datos: Jane's all the World's Aircraft 1947

### Características generales
- Tripulación: Dos (instructor y alumno)
- Longitud: 8,4 m (27,6 ft)
- Envergadura: 16,5 m (54 ft)
- Altura: 2,4 m (8 ft)
- Superficie alar: 22 m² (236,8 ft²)
- Perfil alar: NACA 4416
- Peso vacío: 372 kg (819,9 lb)
- Peso cargado: 544 kg (1199 lb)
- Régimen de descenso: 0,9 m/s (180 pies/min)
- Máximo régimen de planeo: 24:1 a 84 km/h

### Rendimiento
- Velocidad nunca excedida (Vne): 161 km/h (100 MPH; 87 kt)
- Velocidad máxima operativa (Vno): 160 km/h (99 MPH; 86 kt) (remolcado)
- Velocidad de entrada en pérdida (Vs): 61 km/h (38 MPH; 33 kt)
- Carga alar: 25,1 kg/m² (5,1 lb/ft²)

## Aeronaves relacionadas

### Secuencias de designación
- Secuencia Numérica (interna de Schweizer): ← 2-8 - 9-10 - 15-11 - 2-12 - 6-14 - 1-15 - 1-16 →
- Secuencia TG-_ (Planeadores de Entrenamiento del USAAC/USAAF, 1941-1948): TG-1 - TG-2 - TG-3 - TG-4 - TG-5 - TG-6 →